# ITL (entreprise)
Pour les articles homonymes, voir ITL.
I.T.L Co., Ltd. (Imaginative Technology Land, 株式会社アイ・ティー・エル) est une société japonaise de jeu vidéo fondée en 1986.

## Liste des titres (partielle)
- Abadox: The Deadly Inner War (1989, NES)
- Sonic Blastman II (1994, SNES)
- Bounty Sword (1995, SNES)